# Uluburunski brodolom
Uluburunski brodolom – je brodolom ladje iz poznega bronaste dobe datiran v pozno 14. stoletje pred našim štetjem , ki je bila odkrita blizu vzhodne obale Uluburuna (Veliki rt), približno 6 km jugovzhodno od Kaşa v jugozahodni Turčiji.  Ladijske razbitine je poleti 1982 odkril Mehmed Čakir, lokalni potapljač v Yalıkavaku, vasi blizu Bodruma.
V obdobju od leta 1984 do leta 1994 je bilo skupno 11.413 potopov v enajstih zaporednih akcijah, ki so trajale tri do štiri mesece. Kar se je pokazalo, je ena izmed najbolj spektakularnih zbirk pozne bronaste dobe iz Sredozemskega morja. 

## Odkritje
Mesto ladijskih razbitin je bilo odkrito poleti leta 1982, ker je Mehmet Čakir skiciral »kovinske piškote z ušesi«, ki so bili prepoznani kot kovinske ingote. Turški potapljači za spužve so se često posvetovali z ekipo Inštituta za navtično arheologijo (INA) o tem, kako identificirati starodavne razbitine med potapljanjem za spužvami.  Čakirjeve najdbe so izzvale Oğuza Alpözena, direktorja muzeja podvodne arheologije v Bodrumju, da je poslal inšpekcijsko skupino muzejev in arheologov INA, da najdejo razbitino. Inšpekcijska skupina je lahko odkrila več količin bakrenih palic le 50 metrov od obale Uluburuna. 

### Možna pot
Z dokazi iz tovora na ladji se lahko domneva, da je ladja plula iz ciprskega ali sirsko-palestinskega pristanišča. Ladja Uluburun je nedvomno plula v regijo zahodno od Cipra, vendar je njen končni cilj mogoče zaključiti samo z distribucijo predmetov, ki ustrezajo tipom, ki so se nahajali na krovu. Predlagano je, da je bil ladijski cilj nekje v Egejskem morju.  Kot možen cilj je bil predlagan Rodos , v tistem času pomemben center za prerazporejanje v Egejskem morju. Po mnenju najditeljev razbitin je bila verjetna končna destinacija ladje ena od mikenskih palač v celinski Grčiji. 

### Datacija
Peter Kuniholm, univerza Cornell, je dobil nalogo dendrokronološke datacije, da bi dobili absolutni datum za ladjo. Rezultati izvirajo iz lesa starega 1305 pr. n. št., vendar glede na to, da ni bilo nobenega lubja, je nemogoče določiti točen datum in se lahko domneva, da se je ladja potopila po tem datumu. Na podlagi keramičnih dokazov se zdi, da se je Uluburunski brodolom zgodil proti koncu obdobja Amarne, vendar se pred časom Nefretete ni mogel zgoditi zaradi edinstvenega zlata, ki je bil graviran z njenim imenom, najden na ladji. Za zdaj je sprejet sklep, da se je ladja potopila konec 14. stoletja pred našim štetjem.
Poreklo predmetov na ladji se geografsko giblje od severne Evrope do Afrike, tako zahodno kot Sicilije in Sardinije in daleč vzhodno do Mezopotamije. Zdi se, da so proizvodi devet ali deset kultur. Te provenijence kažejo, da je bilo pozno bronasto egejsko obdobje medij mednarodne trgovine, ki je morda temeljila na kraljevem darovanju na Bližnjem vzhodu.
Po rekonstrukciji različnih znanstvenikov Uluburunski brodolom ponazarja uspešno gospodarsko pomorsko mrežo Sredozemlja pozne bronaste dobe, saj gre v tem primeru za velik mešani tovor luksuznih predmetov, kraljevskih daril in surovin. Glede na najdbe je bilo predlagano, da so bili na krovu tudi mikenski uradniki, ki so spremljali darila. 

## Ladja
Razporeditev razbitin in raztresenega tovora kaže, da je bila ladja dolga od 15 do 16 metrov. Oblikovana je bila po metodi najprej lupine nato okvirja, s spoji, ki so bili podobni tistim na grško-rimskih ladjah poznejših stoletij. 
Čeprav je bil trup podrobno pregledan, ni nobenega dokaza o okvirju. Gredelj se zdi, da je bil enostaven, morda bolj deska kot gredelj v tradicionalnem smislu. Ladja in gredelj sta bila zgrajena iz desk libanonske cedre in hrastovih zatičev. Libanonska cedra je avtohtona na gorah Libanona, na jugu Turčije in v osrednjem Cipru. Ladja je nosila 24 kamnitih sider. Kamen je skorajda neznan na Egejskem morju, vendar je pogosto vgrajen v templjih Sirije-Palestine in na Cipru. Dračje in palice so služili kot ovojnina, da bi zaščitili ladijske plošče iz kovinskih ingotov in drug težek tovor.

## Tovor
To je seznam tovora, kot je opisal Pulak (1998).
Uluburunski ladijski tovor je bil sestavljen predvsem iz surovin, ki so bili predmeti trgovanja, in so bili pred odkritjem ladje znani predvsem iz antičnih besedil ali egiptovskih grobnic. Tovor je vseboval številna kraljevska darila, navedena v amarna pisavi, najdenih v El-Amarni v Egiptu.
- Bakreni in kositrni ingoti
  - surovi bakreni tovor v skupni količini deset ton, ki ga sestavlja skupno 354 ingotov (pravokotnik z ročaji na vsakem vogalu).
  - od skupne količine ingotov je bilo identificiranih najmanj 31 unikatnih dvoročnih, ki so bili najverjetneje oblikovani tako, da bi pomagali pri postopku nakladanja na posebej zasnovane sedeže ali opore za lažje transportiranje na dolge razdalje na hrbtih živali.
  - 121 bakrenih in ovalnih ingotov.
  - kovinski ingoti so bili prvotno shranjeni v 4 različnih vrstah po ladijskem skladišču, ki so bodisi padli po pobočju po tem, ko se je ladja potopila ali premaknila, ko je trup nasedel pod težo tovora.
  - približno eno tono kositra (če je bil legiran z bakrom, bi bilo približno 11 ton brona).

- Kanaanske posode in smola pistacije
  - vsaj 149 kanaanskih posod (široko najdenih v Grčiji, na Cipru, v Siriji-Palestini in v Egiptu).
  - posode so kategorizirane kot severni tip in so bile najverjetneje narejene nekje v severnem delu današnjega Izraela.
  - ena posoda, napolnjena s steklenimi kroglicami, mnoge napolnjene z olivami, vendar je večina vsebovala snov, znano kot smola pistacije, starodavna vrsta terpentina.
  - nedavne analize kanaanskih posod iz 18. dinastije iz mesta Tell el-Amarna so izdelane iz posebne gline in so na videz enake kot pri Uluburunskem brodolomu, ki je izključno povezan z Amarno s prevozom smole pistacije.

- Stekleni ingoti
  - najdenih je bilo približno 175 steklenih ingotov kobaltno modrega turkiza in barvi sivke (najzgodnejši znani nepoškodovani stekleni ingoti).
  - kemijska sestava ingotov iz kobaltno modrega stekla se ujema s tistimi sodobnih egiptovskih posod in mikenskih kroglic za obeske, kar nakazuje na skupen vir

- Razni predmeti
  - debla črnega lesa iz Afrike (ki jih Egipčani imenujejo ebenovina)
  - slonove kosti v obliki celih in delnih oklov
  - več kot ducat zob povodnega konja
  - želvji oklep (zgornji del)
  - Murex opercula (možna sestavina za kadilo)
  - lupine nojevih jajc
  - ciprska keramika
  - ciprska oljna svetilka
  - bronaste in bakrene posode (štiri fajančne skodelice za pijačo, ki so oblikovane kot glave in ena v obliki ženske glave
  - dve slonokoščeni škatli za kozmetiko
  - slonokoščena kozmetika ali žlica za mazilo
  - trobenta
  - več kot dvanajst obročev iz školjčne lupine
  - kristali jantarja (baltskega izvora)
  - ahat
  - karneol
  - kremen
  - zlato
  - fajansa
  - steklo

- Nakit, zlato in srebro
  - zbirka uporabljenega in ostankov zlata in srebra iz kanaanskega nakita
  - med 37 zlatimi deli so: pektorali, medaljoni, obeski, kroglice, majhen prstan in izbor drobcev
  - bikonični kelih (največji zlat predmet iz najdišča)
  - egipčanski predmeti iz zlata, elektruma, srebra in steatita
  - zlati skarabej z imenom Nefretete
  - bronasta ženska figurica (glava, vrat, roke in noge so pozlačene]

- Orožje in orodje
  - osti puščic
  - sulice
  - gorjače
  - bodala
  - ročaji za sekire
  - preprosta oklepna srajca bližnjevzhodnega tipa
  - štirje meči (kanaanski, mikenski in italijanski (?) tip)
  - veliko orodja: srpi, šila, svedri, žaga, par klešč, dleta, sekire, plugi, brusi in tesače

- Uteži
  - 19 zoomorfnih uteži (Uluburunske uteži so ena največjih in najbolj popolnih skupin sodobnih uteži pozne bronaste dobe)
  - 120 geometrijskih uteži

- Užitni pridelki
  - mandlji
  - pinjole
  - fige
  - oljke
  - grozdje
  - Žafran
  - črna kumina
  - šmak
  - koriander
  - cela granatna jabolka
  - nekaj zrn pšenice in ječmena

## Izkopavanje
Inštitut za navtično arheologijo (INA) je začel izkopavati julija 1984 pod vodstvom svojega ustanovitelja Georgea F. Bassa, nato pa ga je zamenjal podpredsednik INA za Turčijo Cemal Pulak, ki je vodil izkopavanje od leta 1985 do leta 1994.  Razbitina je ležala med 44 in 52 metri globoko na strmem, skalnatem pobočju, s peščenimi žepi. Polovica uslužbencev, ki so sodelovali pri izkopavanjih, je živela v taboru, zgrajenem na jugovzhodni strani pobočja, ki ga je ladja najverjetneje zadela, medtem ko je druga polovica živela na raziskovalni ladji Virazon. Uporabljali so podvodno telefonsko kabino in zračna dvigala. Kartiranje mesta je potekalo s triangulacijo. Merilni trakovi in kovinski kvadrati so bili uporabljeni kot orientacijska pomoč za kopače. Od zaključka izkopavanj septembra 1994 so bila vsa prizadevanja osredotočena na zavarovanje, študije in vzorčenje za analizo v konzervatorskem laboratoriju Bodrumskega muzeja podvodne arheologije v Turčiji.